# ونیس القذافی
ونیس القذافی (عربی: ونيس القذافي؛ (زاده ۲۲ نوامبر ۱۹۲۲ – درگذشته ۱ دسامبر ۱۹۸۶) یک سیاستمدار و دیپلمات اهل لیبی بود. وی از ۴ سپتامبر ۱۹۶۸ تا ۳۱ اوت ۱۹۶۹ نخست‌وزیر لیبی بود.